# دانشگاه فنی سانتیاگو
دانشگاه فنی سانتیاگو (به لاتین: Universidad Tecnológica de Santiago) یک دانشگاه در جمهوری دومینیکن است که در سانتیاگو ده لوس کابایروس واقع شده‌است.